# جون ويت
جون ويت (بالإنجليزية: John Witte)‏ هو لاعب كرة قدم أمريكية أمريكي، ولد في 29 يناير 1933، وتوفي في 17 مارس 1993 في بورتلاند في الولايات المتحدة بسبب ابيضاض الدم.

## وصلات خارجية
- جون ويت على موقع JustSportsStats.com (الإنجليزية)